# Cochran Peak
Cochran Peak ist ein spitzer Berggipfel im südlichen Teil der Gifford Peaks, die am westlichen Rand der Heritage Range im westantarktischen Ellsworthgebirge liegen.
Der Berg wurde vom United States Geological Survey im Rahmen der Erfassung des Ellsworthgebirges in den Jahren 1961–1966 durch Vermessungen vor Ort und Luftaufnahmen der United States Navy kartografiert. Das Advisory Committee on Antarctic Names benannte Cochran Peak nach Henry B. Cochran. Dieser arbeitete 1958 als Meteorologe in der zentralen Wetterstation der verschiedenen antarktischen Forschungsexpeditionen des Internationalen Geophysikalischen Jahres in der amerikanischen Forschungsbasis Little America V.